# Zhou Yu de huo che
Pour plus de détails, voir Fiche technique et Distribution.
Zhou Yu de huo che (周渔的火车, littéralement « le train de Zhou Yu ») est un film chinois réalisé par Sun Zhou, sorti en 2002.

## Synopsis
Zhou Yu, une décoratrice de céramique, prend le train deux fois par semaine pour rendre visite à son petit ami, Chen Qing, un employé du gouvernement et poète à ses heures. Leurs caractères très différents commencent néanmoins à les éloigner.

## Fiche technique
- Titre : 周渔的火车 (Zhou Yu de huo che)
- Réalisation : Sun Zhou
- Scénario : Sun Zhou et Zhang Mei d'après le roman de Bei Cun
- Musique : Shigeru Umebayashi
- Photographie : Wang Yu
- Montage : William Chang
- Production : Huang Jianxin, William Kong et Sun Zhou
- Société de production : China Film Co-Production Corporation, China Film Group Corporation, Glory Top Properties, Media Asia Films et Senjiu Film
- Pays :  Chine et  Hong Kong
- Genre : Drame et romance
- Durée : 97 minutes
- Dates de sortie : 
  -  Chine : 1er août 2002

## Distribution
- Gong Li : Zhou Yu / Xiu
- Tony Leung Ka-fai : Chen Qing
- Honglei Sun : Zhang Qiang
- Yuelin Shi : Xiang

## Accueil
Le film a reçu un accueil mitigé de la critique. Il obtient un score moyen de 49 % sur Metacritic.

## Distinctions
Le film a été présenté hors compétition lors de la Berlinale 2003.